# Pseudo-Lull
Pseudo-Lull ist die Bezeichnung für ein vom 14. bis zum 16. Jahrhundert entstandenes Corpus alchemistischer Schriften, die unter dem Namen von Ramon Llull bzw. Raimundus Lullus (oder Raymundus Lullius) erschienen, aber nicht von diesem stammen.  Llull selbst, ein katalanischer Enzyklopädist, Mystiker, Dichter und Missionar des 13. und 14. Jahrhunderts, kritisierte die Alchemie und hielt auch eine Umwandlung von unedlen Metallen in edle für nicht möglich.
Die Zuweisung geschah wahrscheinlich wegen dessen Ruf als Magier und wegen der Interpretationsmöglichkeit, die seine kombinatorischen Schließverfahren (Ars Magna) und seine Elemente-Lehre für die Alchemie bot, und begann schon um 1370 mit der Zuschreibung schon existierender alchemistischer Texte. Im 15. und 16. Jahrhundert wurden ihm weitere Schriften untergeschoben, so dass diese im 15. Jahrhundert auf etwa 50 anwuchsen, die in alchemistischen Kreisen häufig benutzt wurden und Aufnahme in das Sammelwerk des 17. Jahrhunderts Theatrum Chemicum fanden. Llull erhielt so den Ruf eines der größten Alchemisten des Mittelalters.
Die älteste Schrift des Corpus ist das Testamentum, wahrscheinlich von einem katalanischen Autor, der in Montpellier Medizin studierte, und aus dem 14. Jahrhundert (zuerst gedruckt in Köln 1566). Das Buch gibt vor 1332 in London geschrieben zu sein. Nach einer Legende des 16. Jahrhunderts hatte der als Missionar tätige Llull die Steinigung durch die Moslems überlebt und sich aufs Goldmachen verlegt, um einen neuen Kreuzzug zu finanzieren. Er soll darin erfolgreich gewesen sein und für Edward III. in London 1332 große Mengen Gold erzeugt haben, der dies aber für eigene Zwecke verwendete (die Legende wird noch in der Alchemiegeschichte von Karl Christoph Schmieder von 1832 als Wahrheit dargestellt). Eine weitere bekannte Schrift ist der Codicillus.
Typisch für die Schriften im Pseudo-Llull Corpus ist die Aufteilung der Alchemie in Theorie und Praxis, die durch mnemotechnische Methoden verbunden werden. Das Ziel ist nach Pseudo-Llull die Umwandlung von Metallen und die Herstellung einer Universalmedizin (Panacea), jeweils mit Hilfe des Steins der Weisen, der aus Quecksilber und Schwefel erzeugt wird, sowie Reinigung von Edelsteinen. 
In späteren Texten des Corpus, wie dem Liber de secretis naturae seu De quinta essentia vom Anfang des 15. Jahrhunderts oder der Explanatio compendiosaque applicatio artis Raymundi Lulli von B. de Lavinhetas (Lyon 1523), wird explizit eine Verbindung zur Person und zu den übrigen Schriften von Llull hergestellt.